# Liste der Monuments historiques in Vauquois
Die Liste der Monuments historiques in Vauquois führt die Monuments historiques in der französischen Gemeinde Vauquois auf.

## Liste der Immobilien
| Bezeichnung       | Beschreibung | Standort                           | Kennzeichnung | Schutzstatus | Datum | Bild           |
| ----------------- | --- | ---------------------------------- | ------------- | ------------ | ----- | -------------- |
| Butte de Vauquois | ehemalige Ortslage von Vauquois, seit dem Ersten Weltkrieg Teil der Zone rouge; 1914 durch deutsche Truppen befestigt, 1915 teilweise von französischen Einheiten zurückerobert, im Graben- und Minenkrieg bis 1918 vollständig zerstört; Teile der Befestigungsanlagen und ehemals 22 km langen unterirdischen Gänge museal erhalten | nördlich des heutigen Ortes (Lage) | PA00106652    | Classé       | 1937  | weitere Bilder |

## Liste der Objekte
| Bezeichnung      | Beschreibung          | Standort                                                  | Kennzeichnung | Schutzstatus | Datum | Bild |
| ---------------- | --------------------- | --------------------------------------------------------- | ------------- | ------------ | ----- | ---- |
| Skulptur Madonna | Holz, 12. Jahrhundert | in der Kirche Notre-Dame-de-l’Immaculée-Conception (Lage) | PM55000845    | Classé       | 1991  |      |